# Sabah Abdul-Jalil
Sabah Abdul-Jalil (en árabe: صباح عبد الجليل‎; Bagdad, Irak; 1 de julio de 1951 – Bagdad, Irak; 28 de febrero de 2021) fue un futbolista y entrenador de fútbol de Irak que jugaba en la posición de centrocampista.

## Carrera

### Club
| Periodo   | Club                  |
| --------- | --------------------- |
| 1970–1977 | Al-Kuliya Al-Askariya |
| 1977–1981 | Amanat Baghdad        |

### Selección nacional
Jugó para Irak de 1975 a 1979 con la que anotó seis goles en 37 partidos y jugó en la Copa Asiática 1976.

### Entrenador
| Periodo   | Club               |
| --------- | ------------------ |
| 1997–1998 | Olympique de Médéa |
| 2001      | Al-Zawraa          |
| 2004–2006 | Al-Quwa Al-Jawiya  |
| 2008–2009 | Al-Naft            |
| 2009–2010 | Al-Quwa Al-Jawiya  |
| 2010–2012 | Al-Naft            |
| 2014      | Al-Naft            |
| 2015–2016 | Al-Quwa Al-Jawiya  |

## Logros

### Entrenador
Al-Zawraa
- Liga Premier de Irak: 2000–01

Al-Quwa Al-Jawiya
- Liga Premier de Irak: 2004–05

## Estadísticas

### Goles con Selección nacional
| N.º | Fecha      | Sede                      | Rival                  | Gol | Resultado | Torneo               |
| --- | ---------- | ------------------------- | ---------------------- | --- | --------- | -------------------- |
| 1   | 21-12-1975 | Aryamehr Stadium, Tehran  | Emiratos Árabes Unidos | 4–0 | 5–0       | 1975 Palestine Cup   |
| 2   | 29-3-1976  | Grand Hamad Stadium, Doha | Baréin                 | 3–0 | 4–1       | 4th Arabian Gulf Cup |
| 3   | 1-4-1976   | Grand Hamad Stadium, Doha | Arabia Saudita         | 2–0 | 7–1       | 4th Arabian Gulf Cup |
| 4   | 6-4-1976   | Grand Hamad Stadium, Doha | Emiratos Árabes Unidos | 3–0 | 4–0       | 4th Arabian Gulf Cup |
| 5   | 8-4-1976   | Grand Hamad Stadium, Doha | Kuwait                 | 1–2 | 2–2       | 4th Arabian Gulf Cup |
| 6   | 11-6-1976  | Aryamehr Stadium, Tehran  | Kuwait                 | 1–1 | 2–3       | Copa Asiática 1976   |